# Xã Codorus, Quận York, Pennsylvania
Xã Codorus (tiếng Anh: Codorus Township) là một xã thuộc quận York, tiểu bang Pennsylvania, Hoa Kỳ. Năm 2010, dân số của xã này là 3.796 người.